# Recreation Day
Recreation Day – czwarty album studyjny szwedzkiego zespołu Evergrey.

## Lista utworów
1. "The Great Deceiver" – 4:18
2. "End of Your Days" – 4:38
3. "As I Lie Here Bleeding" – 3:51
4. "Recreation Day" – 5:21
5. "Visions" – 6:01
6. "I'm Sorry" – 3:18
7. "Blinded" – 4:34
8. "Fragments" – 5:37
9. "Madness Caught Another Victim" – 2:59
10. "Your Darkest Hour" – 6:14
11. "Unforgivable" – 4:28

## Twórcy
- Tom S. Englund – śpiew, gitara
- Henrik Danhage – gitara
- Michael Håkansson – gitara basowa
- Patrick Carlsson – instrumenty perkusyjne
- Rikard Zander – instrumenty klawiszowe
- Carina Kjellberg – śpiew (żeński)
- Mercury Choir - chór

## Pozycje na listach
| Lista   | Kraj    | Pozycja |
| ------- | ------- | ------- |
| Top 60  | Szwecja | 18      |
| Top 200 | Francja | 148     |